# Pius Thomas D’Souza
Pius Thomas D’Souza (ur. 4 maja 1954 w Bantwal) – indyjski duchowny rzymskokatolicki, w latach 2012-2024 biskup Ajmer.

## Życiorys
Święcenia kapłańskie przyjął 28 marca 1982 i został inkardynowany do diecezji Lucknow. Po kilkuletnim stażu wikariuszowskim został wykładowcą seminarium w Allahabadzie. W 1989 został prezbiterem nowo powstałej diecezji Bareilly. W tym samym roku rozpoczął w Rzymie studia z prawa kanonicznego, ukończone doktoratem w 1993. Po powrocie do kraju został proboszczem w Dohnie, a w 1996 objął funkcję kanclerza kurii.
3 listopada 2012 otrzymał nominację na biskupa Ajmer. Sakry biskupiej udzielił mu 19 stycznia 2013 abp Salvatore Pennacchio.
1 czerwca 2024 papież Franciszek przyjął jego rezygnację z urzędu biskupa diecezjalnego. 